# Ronde van Italië 2010/Tiende etappe
De tiende etappe van de Ronde van Italië 2010 werd op 18 mei 2010 verreden. Het was een vlakke rit van 230 km van Avelino naar Bitonto. De Amerikaan Tyler Farrar won de etappe in een massasprint.

## Uitslagen
| Uitslag etappe | Uitslag etappe    | Uitslag etappe | Uitslag etappe |
| rang           | renner            | land           | tijd           |
| -------------- | ----------------- | -------------- | -------------- |
| 1              | Tyler Farrar      | USA            | 5u49'14"       |
| 2              | Fabio Sabatini    | ITA            | z.t.           |
| 3              | Julian Dean       | NZL            | z.t.           |
| 4              | Robbie McEwen     | AUS            | z.t.           |
| 5              | Robert Förster    | GER            | z.t.           |
| 6              | Sébastien Hinault | FRA            | z.t.           |
| 7              | André Greipel     | GER            | z.t.           |
| 8              | Danilo Hondo      | GER            | z.t.           |
| 9              | Leonardo Duque    | COL            | z.t.           |
| 10             | Matthew Hayman    | AUS            | z.t.           |

| Algemeen klassement | Algemeen klassement  | Algemeen klassement | Algemeen klassement              | Algemeen klassement |
| rang                | renner               | land                | ploeg                            | tijd                |
| ------------------- | -------------------- | ------------------- | -------------------------------- | ------------------- |
|                     | Aleksandr Vinokoerov | KAZ                 | Astana                           | 38u59'00"           |
| 2                   | Cadel Evans          | AUS                 | BMC Racing Team                  | +1'12"              |
| 3                   | Vincenzo Nibali      | ITA                 | Liquigas-Doimo                   | +1'33"              |
| 4                   | Ivan Basso           | ITA                 | Liquigas-Doimo                   | +1'51"              |
| 5                   | Marco Pinotti        | ITA                 | Team HTC-Columbia                | +2'17"              |
| 6                   | Richie Porte         | AUS                 | Team Saxo Bank                   | +2'26"              |
| 7                   | Vladimir Karpets     | RUS                 | Team Katjoesja                   | +2'34"              |
| 8                   | Stefano Garzelli     | ITA                 | Acqua & Sapone                   | +2'47"              |
| 9                   | Damiano Cunego       | ITA                 | Lampre-Farnese Vini              | +3'08"              |
| 10                  | Michele Scarponi     | ITA                 | Diquigiovanni-Androni Giocattoli | +3'09"              |

## Nevenklassementen
| Puntenklassement | Puntenklassement | Puntenklassement | Puntenklassement        | Puntenklassement |
| rang             | renner           | land             | ploeg                   | punten           |
| ---------------- | ---------------- | ---------------- | ----------------------- | ---------------- |
|                  | Tyler Farrar     | USA              | Team Garmin-Transitions | 84               |
| 2                | Cadel Evans      | AUS              | BMC Racing Team         | 52               |
| 3                | Matthew Goss     | AUS              | Team HTC-Columbia       | 47               |

| Bergklassement | Bergklassement       | Bergklassement | Bergklassement     | Bergklassement |
| rang           | renner               | land           | ploeg              | punten         |
| -------------- | -------------------- | -------------- | ------------------ | -------------- |
|                | Matthew Lloyd        | AUS            | Omega Pharma-Lotto | 16             |
| 2              | Chris Anker Sørensen | DEN            | Team Saxo Bank     | 15             |
| 3              | Paul Voss            | GER            | Team Milram        | 10             |

| Jongerenklassement | Jongerenklassement | Jongerenklassement | Jongerenklassement | Jongerenklassement |
| rang               | renner             | land               | ploeg              | tijd               |
| ------------------ | ------------------ | ------------------ | ------------------ | ------------------ |
|                    | Richie Porte       | AUS                | Team Saxo Bank     | 39u01'26"          |
| 2                  | Robert Kiserlovski | CRO                | Liquigas-Doimo     | +1'59"             |
| 3                  | Valerio Agnoli     | ITA                | Liquigas-Doimo     | +2'52"             |

| Ploegenklassement | Ploegenklassement | Ploegenklassement | Ploegenklassement | Ploegenklassement |
| rang              | ploeg             | land              | tijd              |                   |
| ----------------- | ----------------- | ----------------- | ----------------- | ----------------- |
|                   | Liquigas-Doimo    | ITA               | 115u50'18"        |                   |
| 2                 | Team Saxo Bank    | DEN               | +3'03"            |                   |
| 3                 | Rabobank          | NED               | +10'08"           |                   |

1e etappe ·
2e etappe ·
3e etappe ·
4e etappe ·
5e etappe ·
6e etappe ·
7e etappe ·
8e etappe ·
9e etappe ·
10e etappe ·
11e etappe ·
12e etappe ·
13e etappe ·
14e etappe ·
15e etappe ·
16e etappe ·
17e etappe ·
18e etappe ·
19e etappe ·
20e etappe ·
21e etappe
Startlijst · Eindstanden · Afbeeldingen